# Atlanna
Atlanna es un personaje ficticio de DC Comics y es la madre de Aquaman y Amo del Océano.

## Historia
En The New 52, Atlanna es la reina ictericia de Atlantis y madre de Arthur Curry y Orm Marius. En Post-Flashpoint Atlanna se fugó de su hogar después de que el parlamento de su nación decretó una boda política organizada con el odiado Orvax Marius de la marina atlante. Fue durante su gran escape que conoció y se enamoró de un farero llamado Thomas Curry mientras presenciaba su valentía durante una fuerte tormenta en el mar. Los dos convivieron y serían padres del futuro rey de la Atlántida; Aquaman. Cuando el joven Arthur Curry comenzó a manifestar una relación con la vida marina nativa en el mar alrededor de su hogar junto al océano desde el principio, Atlanna se resignó a regresar a casa y enfrentar sus deberes como realeza bajo la corona.
Se casaría con su prometido, quien ahora se sentaba en el trono de la nación submarina como rey, y finalmente le engendraría un segundo hijo llamado Orm Marius, uno que luego ascendería a la monarquía en su vida posterior. Sin embargo, su tiempo como reina fue bastante horrible, ya que su cónyuge era abusivo y estaba hambriento de poder, a menudo abusando de su liderazgo para sancionar redadas en embarcaciones hechas por humanos para molestar a aquellos que residen en tierra. Además de agredir físicamente a su esposa legalmente casada, Orvax engañó a su esposa real, habiendo engendrado una hija llamada Tula con otra mujer en una fecha desconocida. Después de finalmente reunir su coraje para dejar atrás la miserable vida como Reina de la Atlántida y estar con su primer amor y otro hijo. Su rey bromeó cruelmente diciendo que los había matado por su fuerza militar solo para que ella evitara dejarlo, esto enfureció a Atlanna lo suficiente como para matarlo con su propio cetro real y hacer que pareciera que un asesino había cometido la hazaña cuando entró Orm. en ellos. Como el gobierno trastornado de Orvax no tenía escasez de enemigos, esto era lo que la gente creía.
Durante los maritunis de su segundo hijo, Atlanna había fingido su muerte durante un extraño accidente mientras estaba en el escenario. Algo que mucha gente pensó que Orm diseñó en secreto para usurpar la corona desde el principio. Finalmente dejaría su servidumbre a una nación que odiaba por tomar lo que más apreciaba al usar el conocimiento olvidado de la magitek atlante para fundar su propia nación secreta de Pacifica, un refugio extradimensional para marineros oprimidos como ella.
Cuando su hijo nacido en la superficie, perdido hace mucho tiempo, vino a buscar a Atlanna, ella rechazó rotundamente su afirmación de paternidad. Creyendo que Arthur llevaba mucho tiempo muerto, buscando sacrificar a Arthur y su esposa a Karaku; una entidad volcánica de proporciones colosales. Aquaman logra escapar justo cuando los refuerzos atlantes atraviesan el Maelstrom, al mismo tiempo, Karaku, el dios del volcán, desciende y ataca a ambos lados con trolls de fuego. Después de una lucha duramente ganada contra el titán de lava, Arthur demostraría su habilidad de telepatía marina que ella misma poseía para demostrar su valía. Atlanna luego rompió a llorar al darse cuenta de que su hijo estaba bien y verdaderamente vivo antes de enviarlo de regreso a la tierra con su Shell of Sounds.

## Poderes y Habilidades
Atlanna es una realeza atlante con cabello rubio y posee los poderes típicos de un atlante, tales como, respirar bajo el agua, comunicarse con a animales marinos y super velocidad nadando, entre otros.

## En otros medios

### Televisión
- Atlanna aparece en un cómic del Universo animado de DC.
- Atlanna hace un cameo en un episodio de Batman: The Brave and the Bold. Ella le dio el poder de gobernar Atlantis a Aquaman sobre su hermano Orm.

### Películas
- Atlanna aparece en Justice League: Throne of Atlantis, con la voz de Sirena Irwin. Ella intenta tener paz con los "habitantes de la superficie". Cuando Atlanna revela que sabe que Orm mató a varios atlantes y culpó a los habitantes de la superficie, es asesinada por Orm.
- Atlanna apareció en las películas del Universo extendido de DC, interpretada por Nicole Kidman. 
  - Atlanna aparece en Aquaman (2018). Años antes, esta versión ella resultó herida mientras escapaba de un matrimonio concertado y acabó al cuidado del farero Thomas Curry. Ellos se enamoraron y tuvieron un hijo llamado Arthur, aunque Atlanna finalmente se vio obligada a regresar a la Atlántida para proteger a su familia. Después de hacer arreglos en secreto para que Nuidis Vulko entrenara a Arthur en secreto, fue sacrificada a la Trinchera por tener un hijo fuera de su matrimonio y se dio por muerta, aunque huyó al Mar Oculto. En el presente, Arthur y Mera se encuentran con Atlanna mientras buscan el Tridente de Atlan, escapan del Mar Oculto y frustran el intento del Amo del Océano de librar la guerra en el mundo de la superficie. Después de que Aquaman derrota al Amo del Océano, Atlanna aparece y se reúne con Orm y declara que ama a sus dos hijos. Al final de la película, Atlanna se reúne con Thomas en el muelle de su faro.
  - Atlanna vuelve a reaparecer en la película Aquaman y el Reino Perdido (2023).[1]Ella aparece ante el nacimiento de su nieto Arthur Jr., el hijo de Arthur y Mera. Tras el ataque de la Atlántida por Manta Negra, quién posee el tridente negro, Atlanna y Nereus equipan a Arthur para ir al Reino de los Pescadores en liberar a Orm, para ayudarlos en enfrentar a Manta Negra. Al reunirse con sus hijos y saber sobre la historia de Korvax, creador del tridente negro, Atlanna descubre la destrucción del faro de Thomas, quedando herido y que su nieto Jr. fue capturado por Manta Negra. Atlanna les aconseja a Arthur y Orm que se cuiden uno al otro, en salvar a su nieto, mientras ella cuida de Thomas.